# Meßfelder Eiche

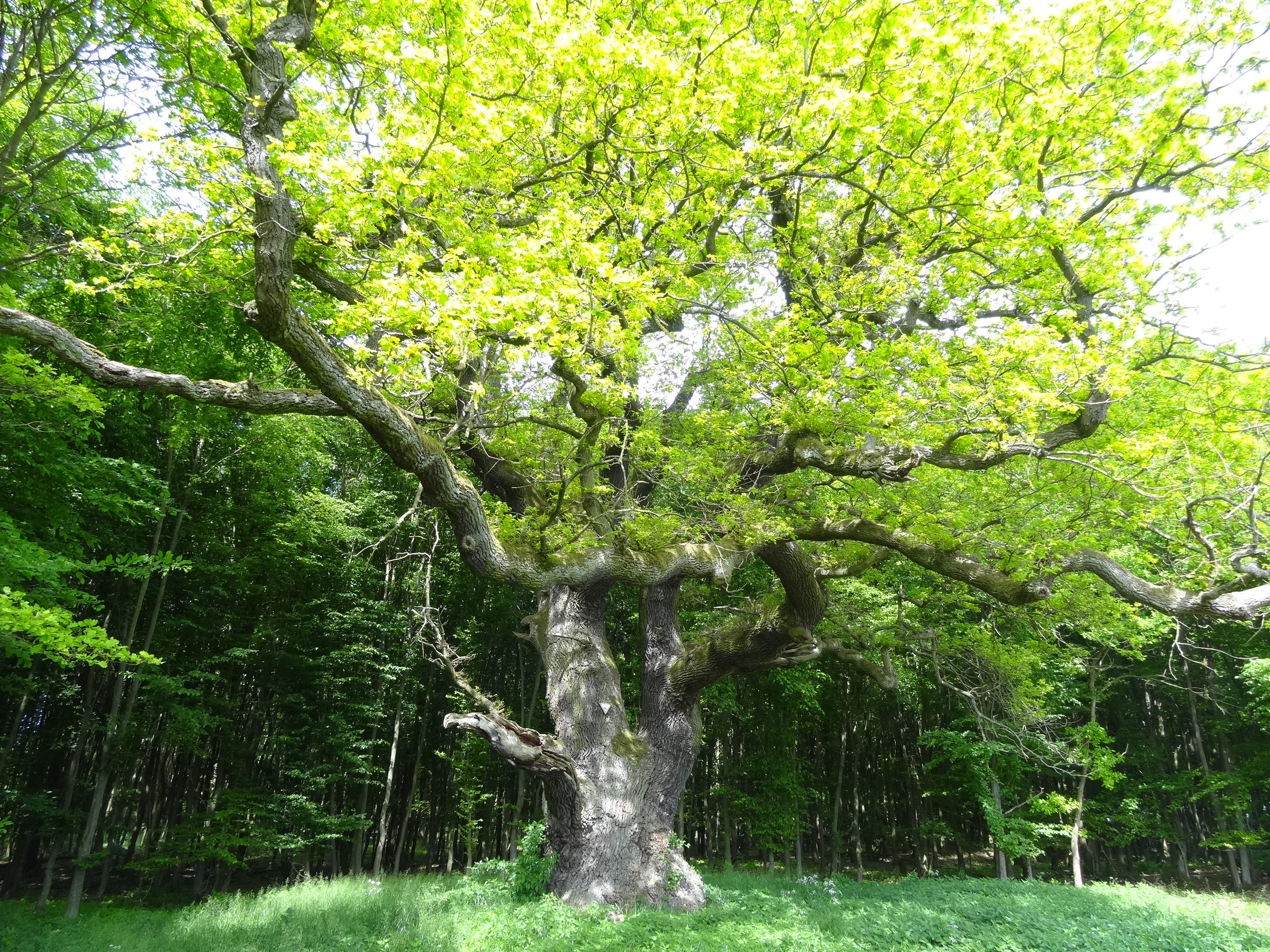
Die Meßfelder Eiche

Die Meßfelder Eiche (ND32) ist ein Naturdenkmal westlich der mittelhessischen Stadt Hungen im Landkreis Gießen. Die Stieleiche steht frei zugänglich am Südrand des Wäldchens „Herborn“ im Hungener Stadtwald, nördlich der Bahnstrecke Gießen–Gelnhausen.
Der Einzelbaum wurde um 1650 gepflanzt und befindet sich auf dem Gebiet des um 1400 wüst gewordenen Dorfes Meßfelden. Die Eiche wurde bereits am 15. Juli 1903 als Naturdenkmal ausgewiesen. Der Stammumfang beträgt 7,40 Meter, die Höhe 18 Meter.